# Samuel van Hoogstraten

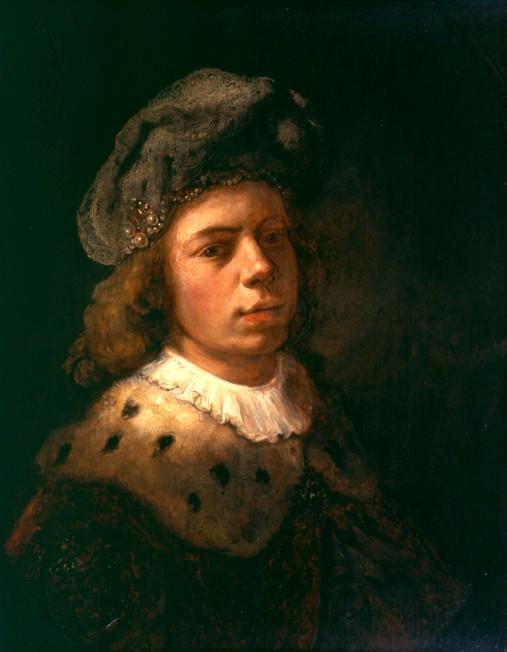
Selbstporträt von Samuel van Hoogstraten

Samuel van Hoogstraten (* 2. August 1627 in Dordrecht; † 19. Oktober 1678 ebenda) war ein niederländischer Maler, Radierer und Kunsttheoretiker sowie Autor zahlreicher bekannter Trauerspiele und Lobgedichte. Er widmete sich sowohl der Porträtmalerei als auch der Genre-, Landschafts- und Historienmalerei, sowie Tierbildern und Stillleben.

## Leben
Samuel van Hoogstraten war der Sohn und Schüler des Malers Dirck van Hoogstraten und trat um 1641 in die Werkstatt Rembrandts ein, wo er gemeinsam mit Carel Fabritius und Furnerius ausgebildet wurde. In Den Haag beschäftigte er sich zunächst mit der Porträtmalerei.
Im Jahr 1648 kehrte er nach Dordrecht zurück, begab sich 1651 zu seinem Bruder, dem in Wien ansässigen Historien- und Genremaler Jan van Hoogstraten und wurde dort auch von Ferdinand III. empfangen, der ihm später eine Ehrenmedaille verlieh, welche der Künstler in zahlreichen seiner Werke (Stillleben, Bücher) abbildete. Das Jahr 1652 verbrachte er in Rom, kehrte 1653 nach Wien und schließlich im folgenden Jahr nach Dordrecht zurück. Dort blieb er, mit Ausnahme der Jahre 1662–1666, die er in London verbrachte, und 1668–1671, in denen er in Den Haag weilte.
In Den Haag wurde van Hoogstraten bereits 1638 in die Pictura-Brüderschaft eingeschrieben und 1671 noch erwähnt. Er starb im Jahr 1678 im Alter von 51 Jahren in seinem Geburtsort Dordrecht. In seinem Todesjahr erschien seine wichtigste Schrift Inleydingh tot de Hooge Schoole der Schilderkonst (Einführung in die Hohe Schule der Malkunst).

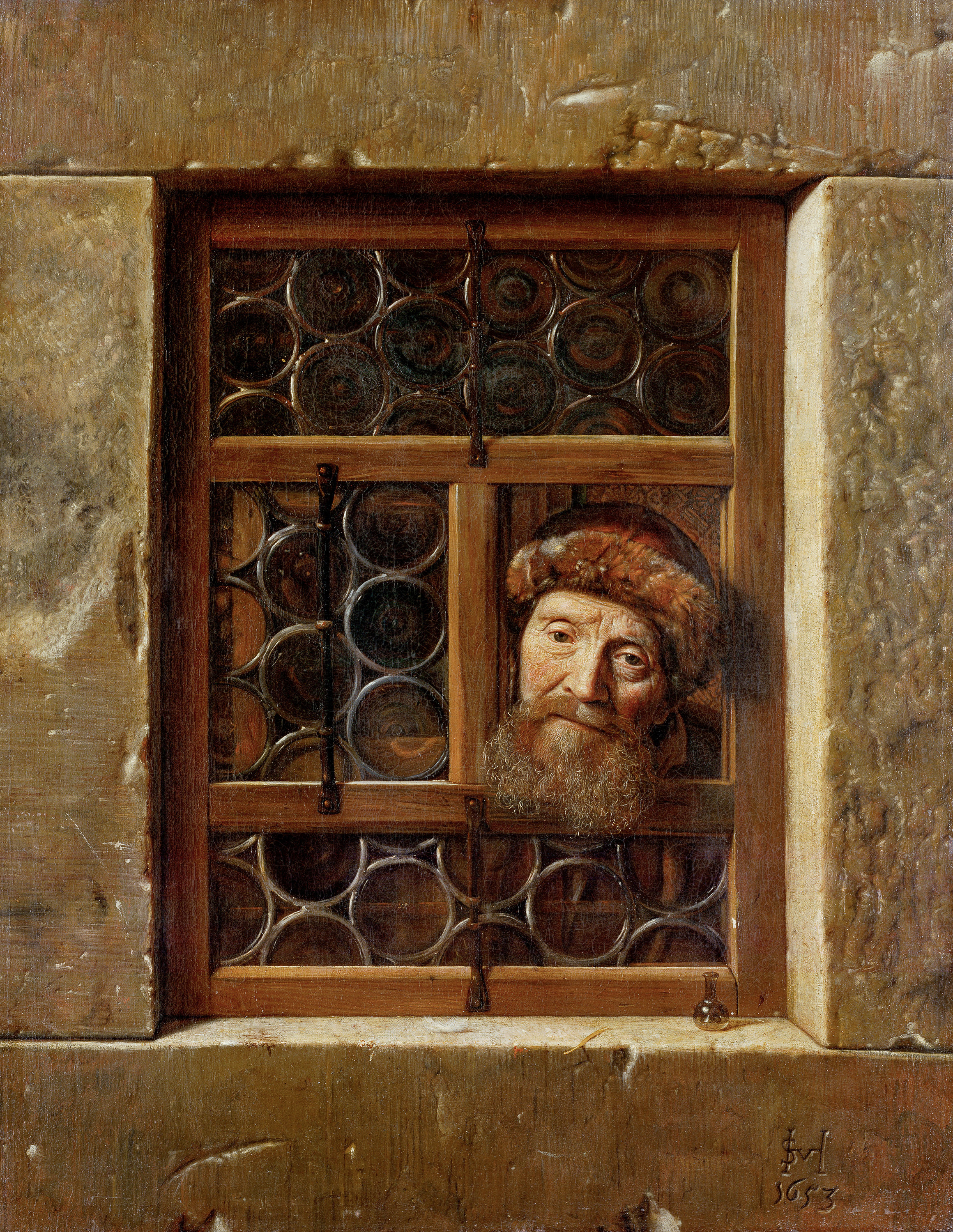
Samuel van Hoogstraten:
Alter Mann am Fenster, 1653,
Wien, Kunsthistorisches Museum

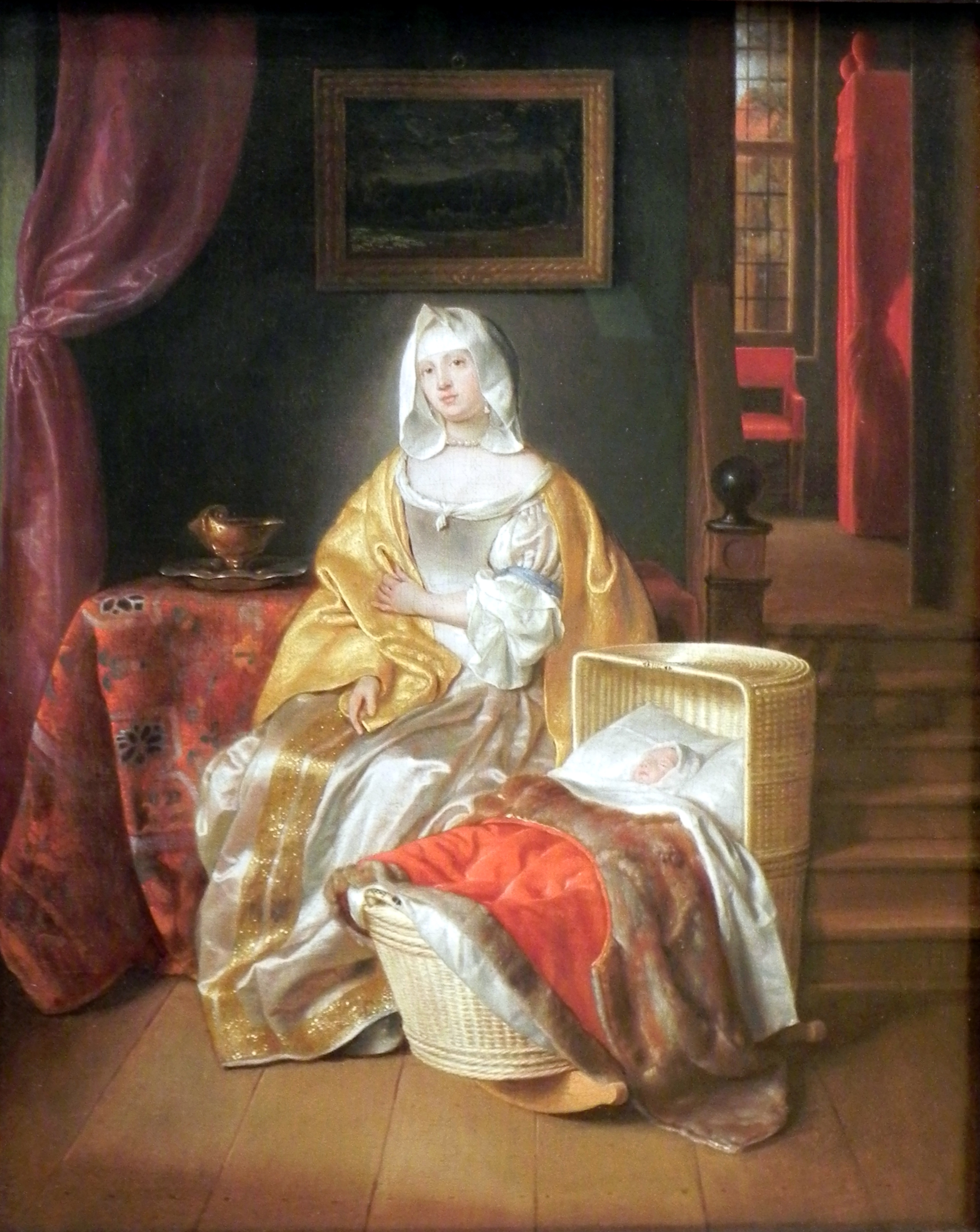
Mutter an der Wiege (um 1670)

## Werk
Samuel van Hoogstratens Frühwerk steht, wie das Selbstbildnis (1644) zeigt, unter dem Einfluss Rembrandts. Sehr bald wandte er sich jedoch von dessen Malweise ab und der intimistischen Genremalerei im Stil von Pieter de Hooch (1629–1684), Jan Steen (1626–1679) und Gabriel Metsu (1629–1667) zu, wobei er zwar in der meisterhaften Ausführung von Perspektiven und Trompe-l’œil-Motiven glänzt, doch in der Finesse hinter Pieter de Hooch zurückbleibt.
Heute ist er vor allem bekannt für seine unersetzliche Einführung in die Hohe Schule der Malkunst (1678) über die Holländische Malerei des 17. Jahrhunderts, die neben den Werken von Karel van Mander (1548–1606), Gerard de Lairesse (1640/1641–1711) und Arnold Houbraken (1660–1719) zu den Klassikern der Kunstliteratur zählt.

### Werkauswahl

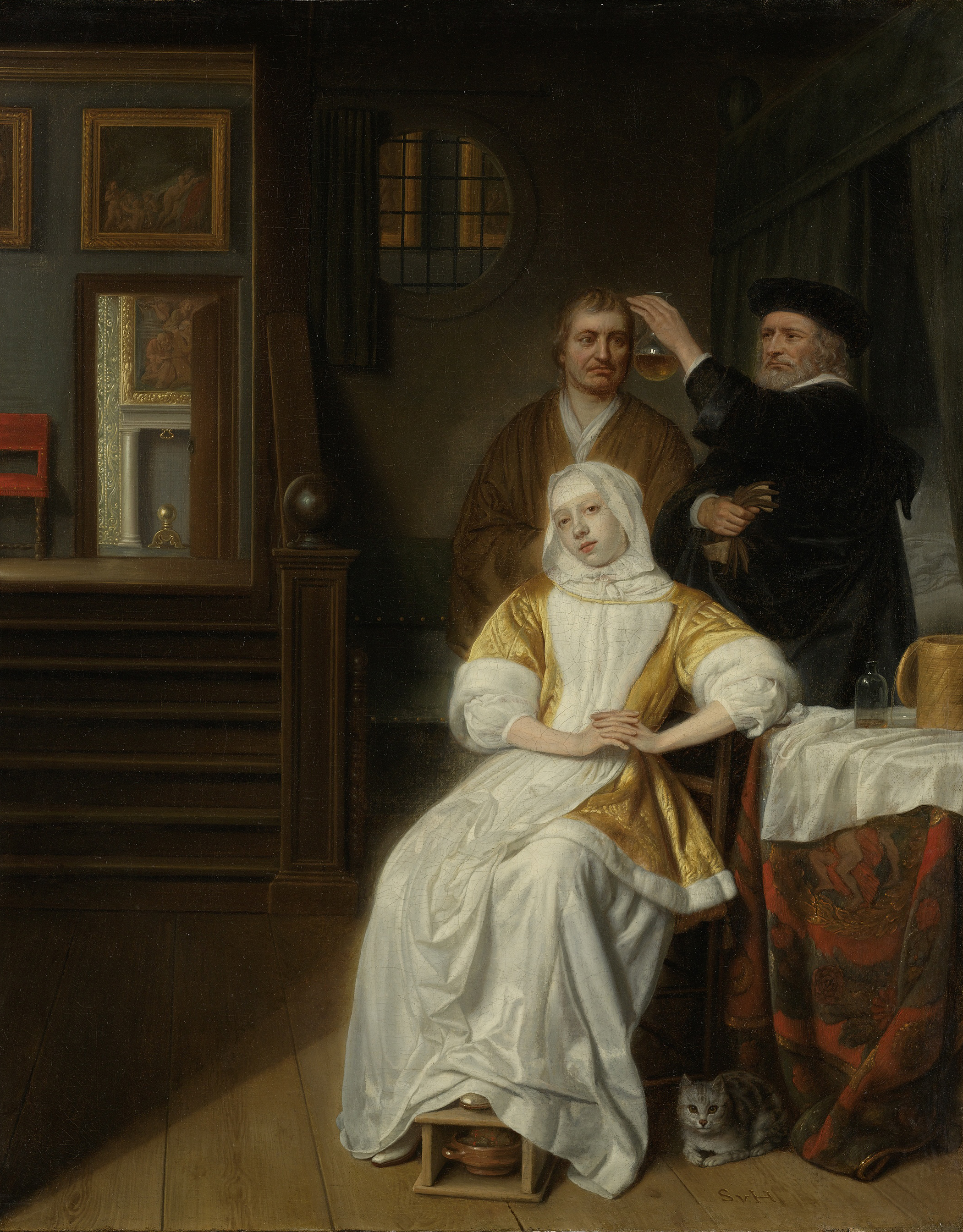
Die Bleichsüchtige

- 1644: Selbstbildnis, Rotterdam, Museum Boijmans Van Beuningen
- 1652: Bildnis Ferdinand Graf von Werdenberg, Winterthur, Stiftung Jakob Briner im Museum Oskar Reinhart
- 1653: Alter Mann am Fenster, Öl auf Leinwand, 111 × 86,5 cm, Wien, Kunsthistorisches Museum
- 1654/62: Die Pantoffel, Öl auf Leinwand, 103 × 70 cm, Paris, Louvre
- 1664: Trompe l'oeil-Stilleben, Öl auf Leinwand, 45,5 × 57,5 cm, Dordrecht, Dordrechts Museum
- Die Bleichsüchtige, Gemälde, Amsterdam, Rijksmuseum-Stichting.

### Sonstiges
Eines seiner Werke „Portrait eines Knaben“ tauchte 2021 in einem Müllcontainer an der Autobahn auf. Auch ein Selbstbildnis des Italieners Pietro Bellotti (1627–1700) wurde gefunden.